# Casa de la Vila (la Floresta)
La Casa de la Vila és una casa consistorial de la Floresta (Garrigues) inclosa a l'Inventari del Patrimoni Arquitectònic de Catalunya.

## Descripció
És un conjunt arquitectònic entorn un pati central que estructura l'espai, distribuït en dos edificis, un al davant de l'altre. L'edifici principal consta de planta baixa i dos pisos; als baixos hi ha un cafè i la llar de jubilats; al primer, dependències de l'ajuntament; i al segon, les golfes. Aquest edifici també té una façana que dona al carrer Prat de la Riba. Es caracteritza pels seus grans finestrals i balcons amb motllures decoratives que donen al carrer; els de l'interior són més senzills i de disposició irregular. L'edifici del davant, més baix, té la mateixa tipologia de finestrals. És de proporcions més reduïdes i avui és magatzem municipal i fleca.
Exteriorment són edificis senzills i austers, arrebossats i sense més decoració que unes motllures als empits de les finestres i un petit baix relleu que marca el seu arc rebaixat a la part superior. A mitjan anys noranta del segle xx, quan es rehabilita el segon edifici, es va afegir a la part baixa, un recobriment de pedra vista, a mode d'epidermis.

## Història
L'actual casa de la vila fou en un altre temps una aula escolar, abandonada quan la població minvà de forma notable.